# 多內豪爾 (明尼蘇達州)
多內豪爾（英語：Donehower）是位於美國明尼蘇達州威諾納縣列治文鎮區的一個非建制地區。

## 地理
多內豪爾所處的海拔為高於海平面206米（即676英呎），而該地所採用的時區為UTC-6，即北美中部時區（CST）。同時該地設有夏令時間，為UTC-6調快一小時，即UTC-5（CDT）。